# 新安第斯建築

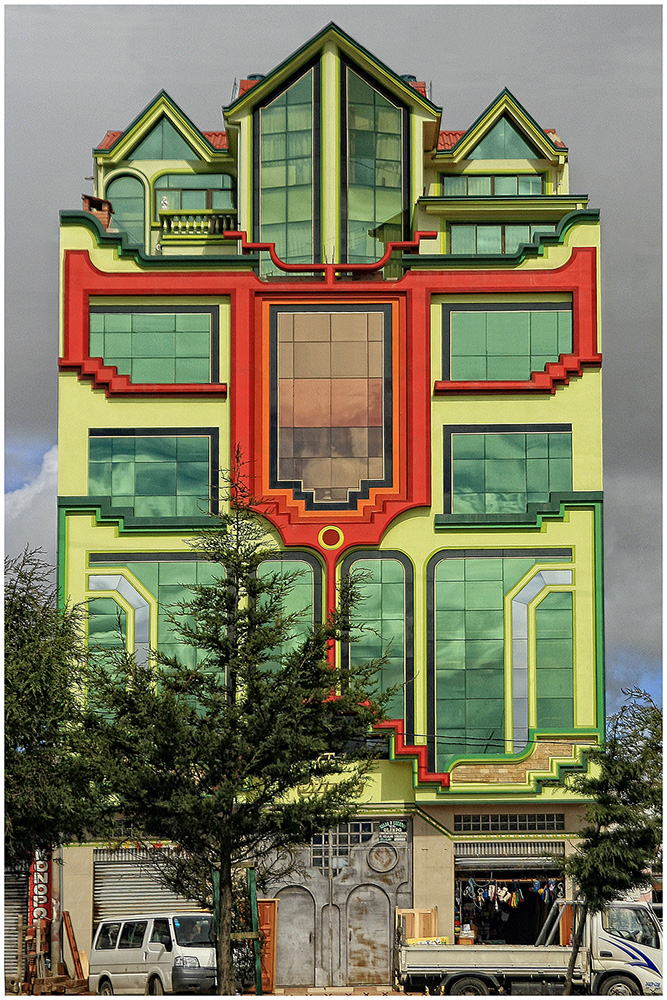
位於玻利維亞埃爾阿爾托的一座cholet建築。

新安第斯建築是一種當代建築風格，融合了安第斯山脈的傳統建築符號和像素畫風格，主要出現在玻利維亞的埃爾阿爾托，並以該市眾多的cholets（混成詞，結合cholo與chalet）（迷你豪宅）和舞廳為代表。 玻利維亞建築師弗雷迪·馬馬尼（Freddy Mamani）被稱為新安第斯建築「最著名的代表人物」。馬馬尼是「一名從普通工人起步的土木工程師」，他的首棟新安第斯風格建築於2002年受一位埃爾阿爾托商人委託建造，並於2005年完工，此後他在該市設計了超過60棟類似建築。
建築歷史學家Elisabetta Andreoli將埃爾阿爾托天際線上超過100棟建築所呈現的風格定義為「新安第斯」。Paola Flores指出：「大多數新安第斯建築是在總統埃沃·莫拉萊斯（首位原住民領袖，艾馬拉人）2006年上任後興建的，其出現伴隨著經濟小幅繁榮與艾馬拉民族自豪感的提升。」 這些建築也與埃爾阿爾托的快速發展現代化同步，該地區傳統上收入較低，擁有許多未鋪砌道路和簡易建築。
埃爾阿爾托的大部分建築是簡樸無裝飾的磚結構；新安第斯建築通常具有相似的基礎結構，但增加了極其精細的裝飾立面。這些立面融合了代表男性的稜角直線與代表女性的曲線（源自蒂亞瓦納科遺址的chacha-warmi概念），其色彩靈感常來自傳統艾馬拉紡織品。 自該風格流行後，埃爾阿爾托許多舊建築也以新安第斯風格立面進行翻新。
該術語最早出現於1996年一篇建築期刊，描述Arquitectonica設計的美國駐利馬大使館建築風格：「建築師直接從秘魯歷史汲取靈感，以古城庫斯科與馬丘比丘的結構為藍本設計使館基座。」

## 反響
新安第斯建築普遍受到埃爾阿爾托居民好評。Paola Flores提到，當地居民「對自身為現代建築的貢獻感到自豪」，並引用一位居民的感想：『對我而言，這像在宣告「我們在這裡！這就是我們！」』，另一人則表示：『我是艾馬拉女性，以自身文化為傲，快樂且充滿色彩。我的家為何不能展現這一切？』 這些建築曾出現在Frederico Estol的電影《Shine Heroes》中，該片講述拉巴斯與埃爾阿爾托數千名擦鞋匠的故事。

## 畫廊

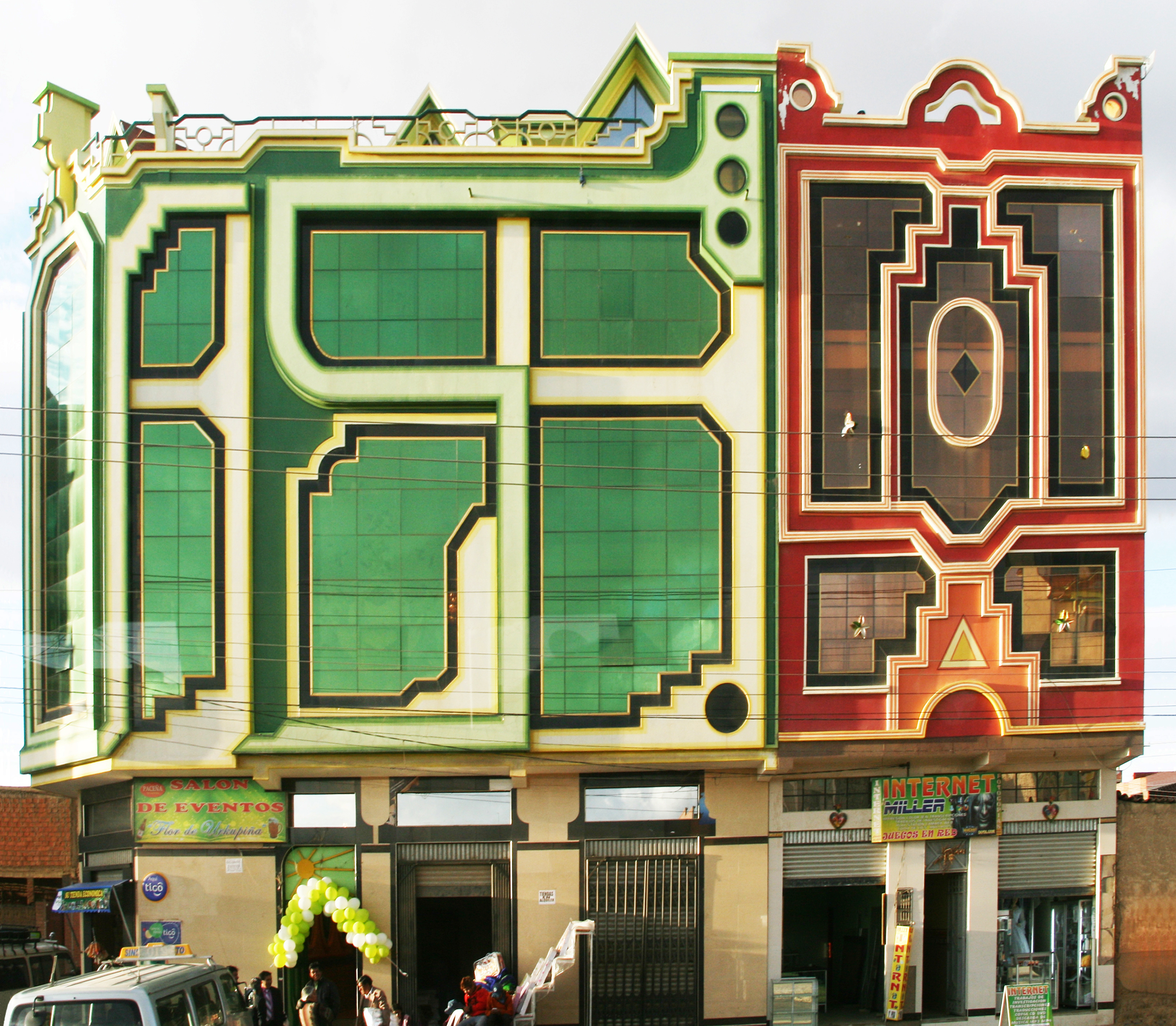
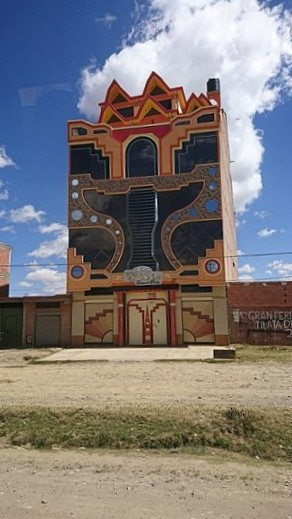
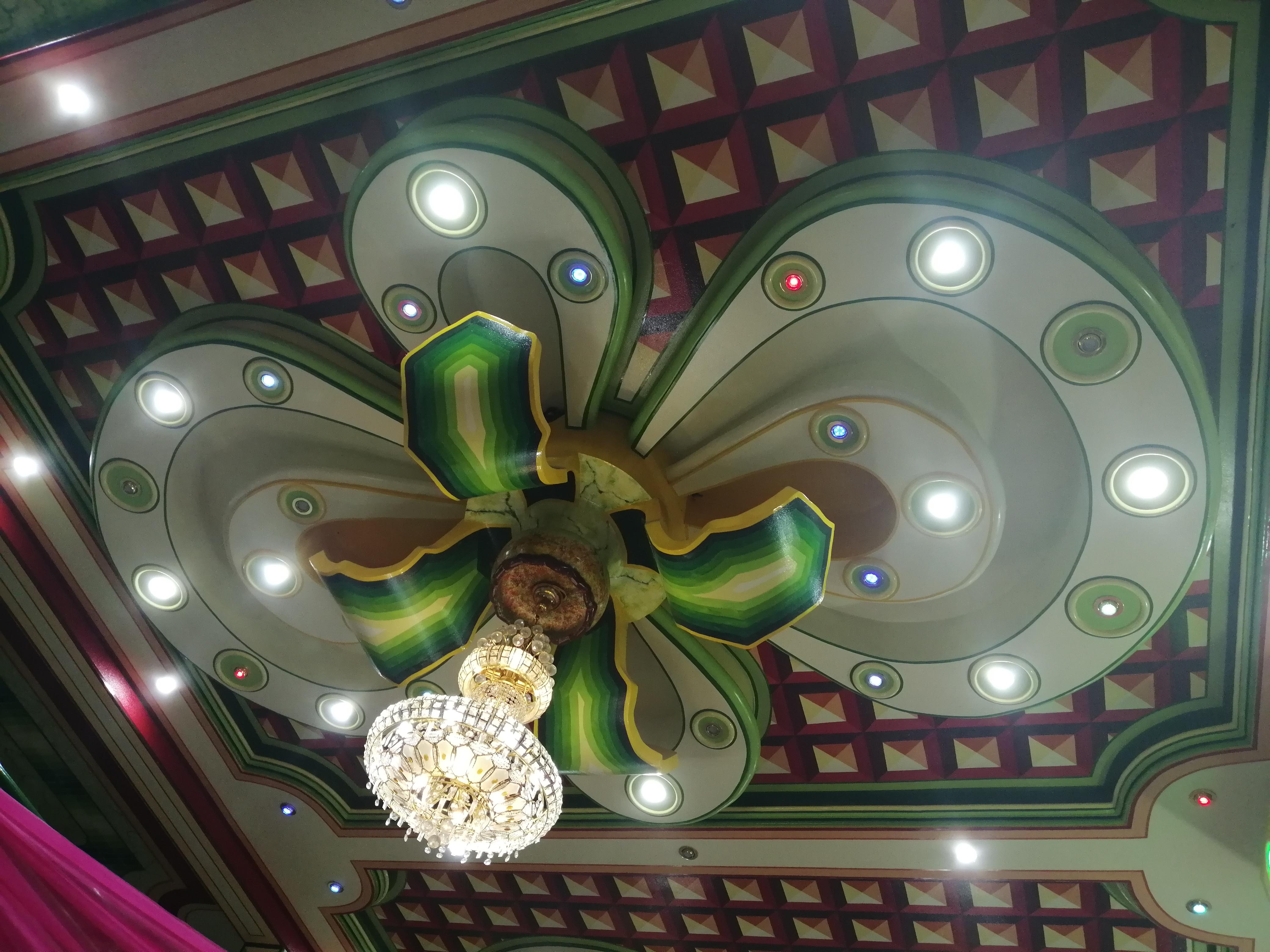